# 白羊座
（〔英、拉〕，天文符號：♈）是北天黃道帶星座，星座日期3/21~4/19，东西两侧分别是金牛座和双鱼座。星座拉丁语原名意指公羊。白羊座是二世纪天文学家克劳狄乌斯·托勒密所列48个星座之一，尺寸在88个现代星座中位居第39，面积441平方度，仅占天球1.1%。
现存最早的文献记载以白羊座代表雇农，从巴比伦时代后期开始代表公羊，后来又在古希腊神话中代表身上长有金羊毛的金羊。不同文化将白羊座恒星划入不同星座，如中国古代天文学划入娄、胃、天阴、左更和右更等星官，马绍尔群岛的人認為這些星球代表海豚。白羊座比较暗淡，仅四颗高亮恒星：娄宿三、娄宿一、娄宿二和胃宿三。星座内的深空天體不多且亮度微弱，包括几组相互作用的星系。白羊座还是一些流星雨的辐射源，如白昼白羊座流星雨和白羊座ε流星雨。

## 历史和神话

白羊座

白羊座是國際天文聯會正式认可的星座，位于夜空特定位置。古代文献将该星座恒星划入特定图形，人类从远古时期就把这些恒星视为星座，如今的白羊座包括古时图案内部及周边的恒星。根据古巴比伦人的规范星表《纲要》，黄道最后一站便是如今所称的白羊座。《纲要》对恒星起落的记载非常全面，很可能是古巴比伦人农历的基础。如今的白羊座在《纲要》中叫，意为“雇农”。。《纲要》很可能是在公元前12或11世纪汇编，但却有以昴宿星團代表春分的传统，这与刚进入青铜时代中期的实际情况接近。已经发现的文献记载中，最早是公元前1350至1000年的界碑将白羊座视为单独星座。许多界碑上的公羊形象能够明显与其他物体区分开来。估计星座象征是在巴比伦后期从雇农转变为公羊，人们在此期间逐渐把星座与牧羊人塔木兹联系起来。古巴比伦人汇编《纲要》时将如今的白羊座标为雇农和塔木兹的公羊。由于文献不足，缺乏白羊座及其他公羊图像，人们已经无法确定白羊座是从什么时候开始不再代表雇农。
白羊座在古埃及天文学中与头部类似公羊、代表生育和创造的主神阿蒙有关。星座位于春分点，所以又称“太阳重生的迹象”。祭司在白羊座比较明显的时期把神庙建成阿蒙塑像形状，保持几个世纪后又被波斯天文学家修改。白羊座在埃及人称“头脑之主”，意指其象征意义和在神话中的重要地位。

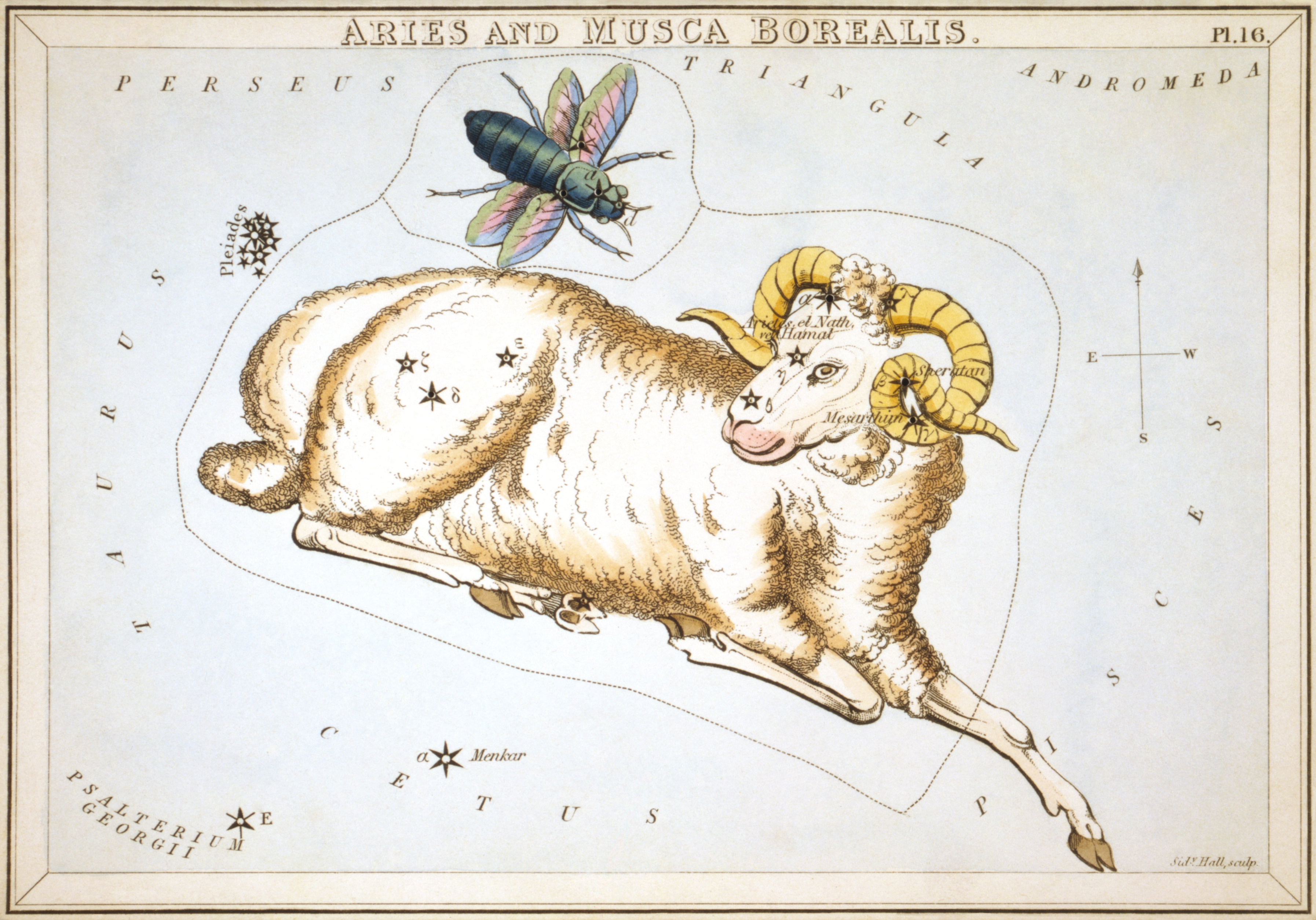
白羊座和上面的雀蜂座，源自1825年左右在伦敦发行的星座卡片《乌拉尼亚之镜》

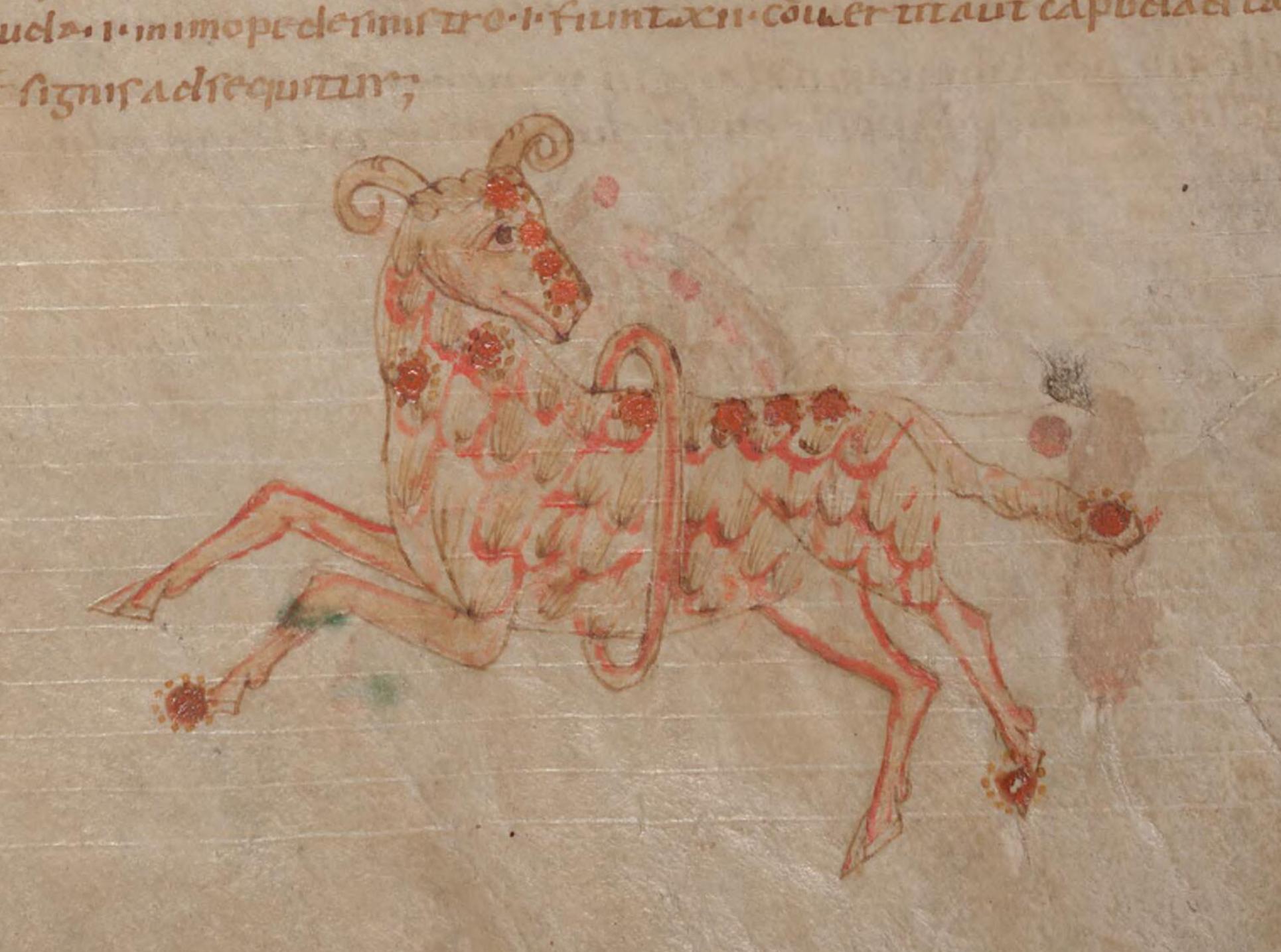
公元一千年左右中世纪早期手稿中描绘的白羊座

进入古典时代后，人类才完全认可白羊座的星座地位。希腊占星术中的白羊座代表名叫克律索马罗斯的公羊，在希腊神话中遵照宙斯與赫耳墨斯的命令拯救佛里克索斯和赫勒，并把佛里克索斯带到科爾基斯。佛里克索斯和赫勒是阿塔玛斯国王和原配王后涅斐勒的孩子，第二任王后伊诺出于妒忌想要謀害国王之前妻的孩子佛里克索斯與赫勒。她在維奧蒂亞州引发饥荒并伪造德尔菲神谕說是要以佛里克索斯献祭才能结束饥荒促使阿塔玛斯准备牺牲亲子，涅斐勒為了拯救她的孩子獲得宙斯與赫耳墨斯的協助獲得會飛的公羊克律索马罗斯，公羊克律索马罗斯迅速將赶到佛里克索斯和赫勒的面前带着他們飛到安全的地方，但是赫勒中途落入達達尼爾海峽中不幸溺毙，所以这里又称赫勒斯滂海峡以示纪念。佛里克索斯抵达科爾基斯后用金羊向宙斯献祭并把羊毛送给當地的國王埃厄忒斯，埃厄忒斯感激之下把他的女儿卡尔基奥佩（Chalciope）许配给佛里克索斯。埃厄忒斯将羊皮挂在圣地并由龙看守，之后得名金羊毛。金羊毛后来被伊阿宋和阿爾戈英雄給奪走。
人类曾将白羊座画成没有翅膀的蹲伏公羊，头朝向金牛座。克劳狄乌斯·托勒密的《天文學大成》宣称，喜帕恰斯把娄宿三画成公羊的口套，但他没有照办，而是把娄宿三列为“不成形状的恒星”，并以“头上恒星”标识。約翰·佛蘭斯蒂德的《弗拉姆斯蒂德星图》遵照托勒密的记载把该星画在羊头上方，而且根据天体图惯例把白羊座画成卧倒的羊。占星学将白羊座与头部和头内体液联系起来。白羊座与火星和罗马神话战神玛尔斯紧密相关，统治西欧和叙利亚，还代表人的脾气暴躁。
英语中的春分点就是以白羊座命名，字面意为“白羊座的第一点”，因为两千多年前太阳就经白羊座从南向北穿过天球赤道。喜帕恰斯在公元前130年把春分点定为娄宿二南面某点，但在黄道岁差影响下，春分点已经移至双鱼座范围，将在公元2600年左右进入寶瓶座。太阳如今每年四月下旬至五月中旬到达白羊座位置，但白羊座仍然代表春天开始。
中古伊斯蘭天文學对白羊座有多种说法。阿卜杜勒-拉赫曼·苏菲等天文学家根据托勒密的先例视其为公羊，但也有部分伊斯兰天体地球仪把白羊座画成不存在的四足动物，头上的角不像羊角，倒更像鹿角。貝都因人早期文献表明公羊还曾在天空其他位置出现，羊尾就是昴宿星團。阿拉伯世界普遍认可的白羊座包含13颗恒星组成的羊和五颗“不成形状”的恒星，这五颗星中有四颗位于羊的躯干上方，第五颗便是羊头上方地位尚存争议的娄宿三。阿卜杜勒-拉赫曼·苏菲所画的白羊座形象与其他阿拉伯天文学家和佛蘭斯蒂德不同，是头朝后看、正在奔驰的羊。
白羊座包含的恒星历史上曾归属多个已廢棄星座，如蜜蜂座、雀蜂座、百合花座和北蝇座，均由胃宿增五、胃宿一、胃宿二和胃宿三组成。1612年，彼得勒斯·普朗修斯率先以蜜蜂座代表上述四颗恒星；1624年，德国天文学家雅各布·巴奇又以这四颗星创造北蝇座；1679年，法国天文学家阿古斯丁·洛瓦伊把四颗星划为百合花座，代表百合花飾。上述三种星座名称都未获普遍认可。1690年，約翰·赫維留在《赫维留星图》将星座更名苍蝇座，但为同南天同名星座区别又更名雀蜂座。赫維留的命名同样未获普遍认可，所有恒星最后正式划入白羊座。
1922年，国际天文联会确定以三字母缩写代指白羊座。1930年，尤金·德爾波特正式划分星座边界，白羊座是12条边组成的多条形。根据赤道坐標系統，星座赤经位于1h 46.4m至3h 29.4m范围，赤纬在10.36°至31.22°之间。

### 非西方文明记载
中国传统天文学将白羊座恒星划入多个星官，其中最亮的娄宿三、娄宿一和娄宿二组成星官娄 ，与牛的献祭仪式有关。娄宿是二十八宿中的第16个，即第16个月宫，秋分時的滿月最接近娄宿，月宫代表动物献祭前聚集的地方。娄还与收割有关，可用头顶食物篮的女子表示。胃宿一、胃宿二和胃宿三组成第17个月宫胃宿中的星官“胃”，代表糧倉。天阴四和天阴二均属昴宿的星官“天阴”，估计代表陪皇帝打猎的人。左更二、左更一、左更三、左更五和左更四属娄宿星官“左更”，代表管理山林的官员，与双鱼座范围代表畜牧管理官员的“右更”相伴。
印度天文学采用与中国类似的二十七宿体系，其中第一个月宫“阿说你”（अश्विनी）相当于娄宿，名称源自双马童，并且双马童就是娄宿一和娄宿二。印度新年是从春分开始，所以双马童是《梨俱吠陀》中非常重要的神邸，经文中包含五十余首赞美两神的颂歌。白羊座在印度天文学中称为（“阿甲”）和（“公羊”）。希伯来天文学中把白羊座称为“塔莱赫”（Ṭ'leh），意指西缅或迦得支派，通常用于象征“全世界的羔羊”。叙利亚人把白羊座叫做“阿姆鲁”（Amru），土耳其人称为“库兹”（Kuzi）。馬紹爾群島将白羊座、仙后座、仙女座和三角座部分恒星划入海豚形状星座，其中娄宿三、娄宿一和娄宿二组成海豚的头部，仙女座恒星构成躯体，仙后座负责尾巴。其他波利尼西亚人将白羊座视为独立星座，如馬克薩斯群島居民称为“纳派卡”（Na-pai-ka），毛利人所称的“皮皮里”（Pipiri）可能就是现代的白羊座。秘鲁土著天文学的“市场月”星座又称“跪台”，包括的大部分恒星和白羊座相同，用于代表一年一度的丰年祭即将举行。

## 显著特点

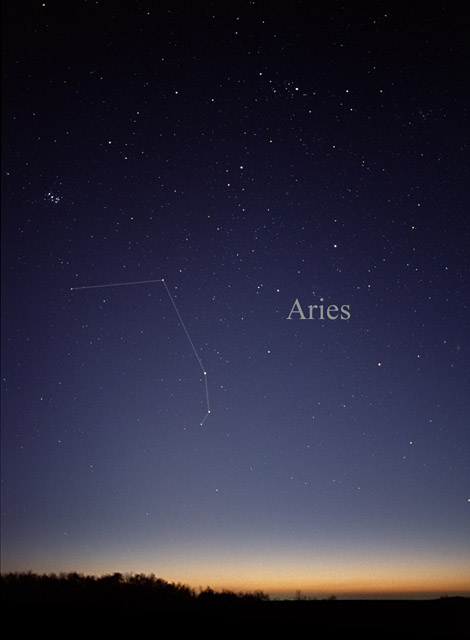
白羊座可用肉眼看到

### 恒星
白羊座最显著的娄宿三、娄宿一和娄宿二组成星群，約翰·拜耳为三颗星分别分配希腊字母、和，其中娄宿三和娄宿一经常用于导航。此外还有胃宿三的视星等高于4.0。娄宿三是白羊座最明亮的恒星，国际天文学联合会确定的固有名称叫，源自阿拉伯语“羔羊”和“公羊的头”，意指星座的神话背景。娄宿三的恆星光譜为2，光度分類為，是顆橙巨星，距地球66光年。娄宿三的視星等為2.00，絕對星等达−0.1，光度是太阳的96倍。
娄宿一是视星等2.64的蓝白色恒星，固有名称是由阿拉伯语派生，意为“两个标志”，分别指娄宿一和娄宿二，表明两星标志着春分到来。貝都因人还把这两颗恒星称为“公羊角”。娄宿一离地球59光年，绝对星等2.1，光度是太阳11倍，光谱等级5。娄宿一是光谱联星，其中的伴星只能通过光谱分析判定存在，人类目前的观测手段还看不到。赫爾曼·卡爾·沃格爾于1903年判断娄宿一是光谱联星，汉斯·鲁登道夫（Hans Ludendorff）在1907年推断出联星轨道，此后便是人类研究偏心轨道的目标。
娄宿二是两颗白色恒星组成的聯星，附近还有众多恒星。固有名称可能源自阿拉伯语“配对”或“肥羊”，也有可能来自梵文“白羊座第一颗星”或希伯来语“牧师仆人”，但对于恒星命名来源而言，梵文和希伯来语都很罕见。娄宿二和娄宿一都是貝都因人所称的“公羊角”。娄宿二距地球164光年，双星中的主星视星等4.59，从星视星等4.68，两星角距離7.8角秒，整体视星等3.9。主星光度是太阳60倍，是绝对星等0.2的A型主序星；从星光度是太阳56倍，是绝对星等0.4的B9型主序星。两星间角距離为1°。罗伯特·胡克于1664年认定娄宿二是双星，这也是人类发现时间比较早的双星。主星称为白羊座1，是猎犬座α2型变星，亮度有0.02的变动范围，变化周期2.607天。这颗恒星拥有异常强烈的硅发射谱线。
白羊座的双星众多，如左更增七、娄宿增五和左更五。左更增七的两颗星都是白色，主星视星等5.2，从星视星等5.5，离地球290光年。左更增七整体视星等为4.63，主星绝对星等是1.4，光谱等级2，两星相隔1.5角秒。娄宿增五两星拉开较宽，主星呈白色，从星黄色，视星等分别是4.8和7.3。主星距地球129光年，绝对星等1.7，光谱等级0。两星相隔39角秒，位置角50°角，位于白羊座7以东0.5°。左更五联星系统两部分距离很近，由相距3.2角秒的5.3视星等蓝白色主星和8.5视星等从星组成，主星本身又是双星且两星距离较大，相隔25.2角秒，距地球776光年，内部从星为10.8视星等。
白羊座其他大部分肉眼可见的恒星视星等均为3至5等。如离地球170光年的天阴四的视星等就是4.35，绝对星等−0.1，光谱等级2。视星等4.89的天阴二距地球263光年，光谱等级0，绝对星等0.0。离地球288光年的娄宿增九视星等为4.98，光谱等级2，绝对星等0.6。视星等4.51的胃宿二距地球172光年，光谱等级1，绝对星等0.0。胃宿一是视星等4.55的暗淡恒星，离地球343光年，光谱等级3，绝对星等−1.7。胃宿三较为明亮，视星等达到3.63，距地球165光年，光谱等级8，光度是太阳105倍，绝对星等−0.2。白羊座53是视星等6.09的速逃星，离地球815光年远，光谱等级2，估计是约五百万年前因超新星影响从猎户座大星云弹出。蒂加登星是视星等15.14的棕矮星，光谱等级，每年约移动5.1角秒，是白羊座离地球最近的星体，在人类已经发现的所有恒星中离地球第24近。
白羊座拥有多顆变星。白羊座是刍藁变星，亮度以186.8天为週期视星等在13.7至7.4范围变化，距地球4080光年。白羊座也是刍藁变星，亮度以371.1天为週，期视星等在15.2至7.2范围变动。白羊座是半規則變星，变化周期为317天，最暗时11.3视星等，最亮时7.5视星等，距地球1630光年。白羊座56是白羊座颇为特殊的旋转变星，是白羊座SX型变星的原型，有非常强烈的氦和硅发射谱线。白羊座SX型变星通常是至型主序星，肉眼无法看出亮度变化，需用光度法观测，变化週期通常相当于夜晚时长。白羊座SX型变星的亮度和磁场也像猎犬座α2型变星一样对应旋转週期变化，但白羊座SX型变星温度更高。人类目前发现的白羊座SX型变星共有39至49颗，其中十颗尚不确定。

### 深空天体

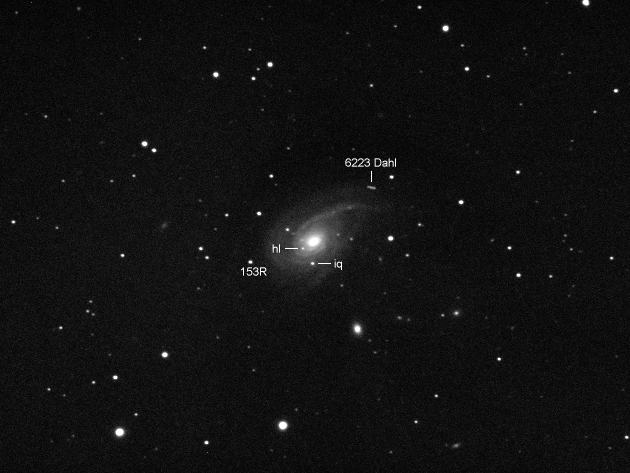
NGC 772和附近带说明的超新星

NGC 772是10.3集成星等的螺旋星系，位于娄宿一东南面、娄宿增十四以西15弧分。该星系相对明亮，用业余望远镜就能看出明显星云和椭圆度。 772的长轴为7.2弧分，短轴4.2弧分，所以星系面亮度只有13.6视星等，远低于集成星等。 772是SA(s)b星系，表明星系中间没有恒星聚集成短棒形状，核球周围没有密集恒星环绕，螺旋臂也不紧密。星系西北方向的主螺旋臂内有许多恆星形成区，估计是之前与其他星系的引力相互作用引起。 772拥有尺寸较小的伴侣星系NGC 770，两者相距11.3万光年并共同组成 78特殊星系。 772直径24万光年，距地球1.14亿光年。 673也是白羊座螺旋星系，面朝地球，星系型態分類为，是螺旋臂松散的弱棒旋星系，长轴为2.5弧分，短轴1.9弧分，核球暗淡而且没有密集恒星组成的环。该星系拥有两条主螺旋带和远离核球的碎片，距地球2.35亿光年，直径17.1万光年。
 678和是白羊座相距仅20万光年的一对星系，均属星系群，离地球也都是1.3亿光年左右。13.35视星等的 678勉强属于螺旋星系，长迪4.5弧分，短轴0.8弧分。12.9视星等的 680属椭圆星系但边界不对称。两星系都有明亮的核球， 678更大且有显著塵埃帶，直径17.1万光年， 680只有7.2万光年。 691本身也是螺旋星系，与人类视角略有倾斜，拥有明亮的核球和多条螺旋臂。星系非常分散，所以面亮度很低，直径12.6万光年，距地球1.24亿光年。和 870、 871、 876等七个星系组成星系群，其中12.53视星等的 877最亮。 877的长轴为2.4弧分、短轴1.8弧分，距地球约1.78亿光年，直径约12.4万光年。 876距 877的核球只有10.3万光年，两者互为伴侣星系，其间以微弱的气流和灰尘流相连，正发生引力相互作用。Arp 276包含 935和 1801，是白羊座又一对引力相互作用星系。
NGC 821是白羊座颇为特殊的6级椭圆星系，虽呈现早期螺旋结构，但却没有像通常情况那样发展成透鏡狀星系或螺旋星系。星系长轴为2.6弧分，短轴2.0弧分，视星等11.3，直径6.1万光年，距地球八千万光年。Segue 2矮星系也是白羊座非常不同寻常的星系，是銀河系的衛星星系，人类近来发现它有可能是再電離时期的遗迹。

### 流星雨
白羊座产生的流星雨众多，白昼白羊座流星雨从每年5月22日起持续到7月2日，是日间比较强烈的流星雨，与马斯登族彗星群有关，在6月7日达到顶峰，天頂每時出現率达54颗流星。估计这片流星雨的母体是伊卡洛斯小行星，流星雨輻射點偏离地球32度，有时可在黎明前观测，通常以每小时一至两颗的频率出现，类似“掠地流星”，大多从地平线开始，只持续几秒钟。大部分白昼流星雨都无法通过肉眼观测，但可以利用无线电频谱观察流星掠过后留下的电离气体。白羊座的其他白昼流星雨包括：白昼左更增七流星雨、北白昼五月流星雨和南白昼五月流星雨。1947年，詹姆斯·海伊（James Hey）和斯图尔特（G. S. Stewart）在卓瑞爾河岸天文台用二战时期的雷达系统观察流星，进而发现白昼白羊座流星雨。
天阴四流星雨也是从白羊座辐射，每年12月8日开始持续到第二年1月14日，其中12月8至14日比较容易看到，12月9日达到顶峰。天阴四流星雨的平均速度较慢，每秒约为13.2公里，但有时会产生明亮的火球。这片流星雨分为南、北两部分，估计都与近地小行星1990 有关。
秋季白羊座流星雨从9月7日持续到10月27日，10月9日达到巅峰但仍不频繁。左更增七流星雨从10月12日持续至23日。白羊座辐射的其他流星雨有：十月天阴四流星雨、左更增七流星雨、白昼五月流星雨、左更四流星雨、左更一流星雨和娄宿一流星雨。其中左更四流星雨为四级，10月12至19日可见，19日达到顶峰，天頂每時出現率不到两颗流星。

### 行星系统
白羊座部分恒星拥有太陽系外行星。G5型主序星HIP 14810有三颗巨行星环绕。HD 12661也是G型主序星，比太阳略大，有两颗行星，其中一颗的质量是木星2.3倍，另一颗1.57倍。HD 20367是G0型主序星，和太阳尺寸接近，人类在2002年发现它拥有1.07倍木星质量的行星，公转周期500天。

### 脚注
1. 1 2  Russell 1922，第469頁.
2. 1 2  Aries, constellation boundary & The Constellations.
3. 1 2 3 4 5 6 7  Thompson & Thompson 2007，第90–91頁.
4. ↑  RECONS, The 100 Nearest Systems.
5. ↑  Pasachoff 2000，第128–189頁.
6. ↑  Evans 1998，第6頁.
7. ↑  Rogers, Mesopotamian Traditions 1998.
8. 1 2 3 4 5 6 7  Staal 1988，第36–41頁.
9. ↑  Olcott 2004，第56頁.
10. ↑  Rogers, Mediterranean Traditions 1998.
11. 1 2  Pasachoff 2000，第84–85頁.
12. 1 2 3 4 5 6  Ridpath 2001，第84–85頁.
13. 1 2 3 4 5 6  Moore & Tirion 1997，第128–129頁.
14. 1 2 3 4 5 6  Ridpath, Star Tales Aries: The Ram.
15. ↑  Evans 1998，第41–42頁.
16. ↑  Winterburn 2008，第5頁.
17. 1 2 3 4  Olcott 2004，第57–58頁.
18. 1 2 3 4  Winterburn 2008，第230–231頁.
19. ↑  Savage-Smith & Belloli 1985，第80頁.
20. ↑  Savage-Smith & Belloli 1985，第123頁.
21. ↑  Savage-Smith & Belloli 1985，第162–164頁.
22. ↑  Staal 1988，第248頁.
23. 1 2  Ridpath, Star Tales Musca Borealis.
24. ↑  IAU, The Constellations, Aries.
25. ↑  Staal 1988，第17–18頁.
26. ↑  Makemson 1941，第279頁.
27. ↑  Ridpath, Popular Names of Stars.
28. ↑  SIMBAD Alpha Arietis.
29. 1 2 3 4 5 6 7 8 9 10 11 12 13 14 15 16  Moore 2000，第337–338頁.
30. 1 2  Savage-Smith & Belloli 1985，第121頁.
31. ↑  SIMBAD Beta Arietis.
32. 1 2 3 4 5 6  Burnham, Jr. 1978，第245–252頁.
33. ↑  Davis 1944.
34. ↑  SIMBAD Gamma Arietis.
35. ↑  SIMBAD Lambda Arietis.
36. ↑  SIMBAD Pi Arietis.
37. ↑  SIMBAD Delta Arietis.
38. ↑  SIMBAD Zeta Arietis.
39. ↑  SIMBAD 14 Arietis.
40. ↑  SIMBAD 39 Arietis.
41. ↑  SIMBAD 35 Arietis.
42. ↑  SIMBAD 41 Arietis.
43. ↑  SIMBAD 53 Arietis.
44. ↑  RECONS, The 100 Nearest Star Systems.
45. ↑  SIMBAD R Arietis.
46. ↑  SIMBAD T Arietis.
47. ↑  Good 2003，第136–137頁.
48. 1 2 3 4 5  Bratton 2011，第63–66頁.
49. ↑  SIMBAD Arp 276.
50. ↑  Belokurov et al. 2009.
51. ↑  Jopek, "Daytime Arietids".
52. ↑  Bakich 1995，第60頁.
53. ↑  NASA, "June's Invisible Meteors".
54. 1 2  Jenniskens 2006，第427–428頁.
55. 1 2  Jopek, "Meteor List".
56. ↑  Levy 2007，第122頁.
57. ↑  Langbroek 2003.
58. ↑  Levy 2007，第119頁.
59. ↑  Lunsford, Showers.
60. ↑  Wright et al. 2009.
61. ↑  ExoPlanet HD 12661.
62. ↑  ExoPlanet HD 20367.

### 书刊
- Bakich, Michael E. . Cambridge University Press. 1995  [2020-10-20]. ISBN 978-0-521-44921-2.
- Belokurov, V.; Walker, M. G.; Evans, N. W.; Gilmore, G.; Irwin, M. J.; Mateo, M.; Mayer, L.; Olszewski, E.; Bechtold, J.; Pickering, T. . Monthly Notices of the Royal Astronomical Society. 2009-08, 397 (4): 1748–1755. Bibcode:2009MNRAS.397.1748B. ISSN 0035-8711. arXiv:0903.0818 . doi:10.1111/j.1365-2966.2009.15106.x.
- Bratton, Mark. . Cambridge University Press. 2011. ISBN 978-0-521-76892-4.
- Burnham, Jr., Robert.  2nd. Dover Publications. 1978  [2020-10-20]. ISBN 978-0-486-24063-3.
- Davis, George A., Jr. . Popular Science. 1944, 52: 8. Bibcode:1944PA.....52....8D. ISSN 0197-7482.
- Evans, James. . Oxford University Press. 1998. ISBN 978-0-19-509539-5.
- Good, Gerry A. . Springer. 2003. ISBN 978-1-85233-498-7.
- Jenniskens, Peter. . Cambridge University Press. 2006. ISBN 978-0-521-85349-1.
- Langbroek, Marco. . WGN, Journal of the International Meteor Organization. 2003-08-20, 31 (6): 177–182. Bibcode:2003JIMO...31..177L. ISSN 1016-3115.
- Levy, David H. . Cambridge University Press. 2007. ISBN 978-0-521-69691-3.
- Makemson, Maud Worcester. . Yale University Press. 1941. Bibcode:1941msra.book.....M.
- Moore, Patrick; Tirion, Wil.  2nd. Cambridge University Press. 1997  [2020-10-20]. ISBN 978-0-521-58582-8.
- Moore, Patrick. . Institute of Physics Publishing. 2000. ISBN 978-0-7503-0620-1.
- Olcott, William Tyler. . Courier Dover Publications. 2004. ISBN 978-0-486-43581-7.
- Pasachoff, Jay M.  4th. Houghton Mifflin. 2000. ISBN 978-0-395-93431-9.
- Ridpath, Ian. . Princeton University Press. 2001. ISBN 978-0-691-08913-3.
- Rogers, John H. . Journal of the British Astronomical Association. 1998, 108 (1): 9–28. Bibcode:1998JBAA..108....9R. ISSN 0007-0297.
- Rogers, John H. . Journal of the British Astronomical Association. 1998, 108 (2): 79–89. Bibcode:1998JBAA..108...79R. ISSN 0007-0297.
- Russell, Henry Norris. . Popular Astronomy. 1922-10, 30: 469. Bibcode:1922PA.....30..469R. ISSN 0197-7482.
- Savage-Smith, Emilie; Belloli, Andrea P. A. . Smithsonian Studies in History and Technology (Smithsonian Institution Press). 1985, (46): 1–354. doi:10.5479/si.00810258.46.1. hdl:10088/2445.
- Staal, Julius D. W. . The McDonald and Woodward Publishing Company. 1988. ISBN 978-0-939923-04-5.
- Thompson, Robert Bruce; Thompson, Barbara Fritchman. . O'Reilly Media. 2007. ISBN 978-0-596-52685-6.
- Winterburn, Emily. . Harper Collins. 2008. ISBN 978-0-06-178969-4.
- Wright, J. T.; Fischer, D. A.; Ford, Eric B.; Veras, D.; Wang, J.; Henry, G. W.; Marcy, G. W.; Howard, A. W.; Johnson, John Asher. . The Astrophysical Journal Letters. 2009, 699 (2): L97–L101. Bibcode:2009ApJ...699L..97W. ISSN 0004-637X. arXiv:0906.0567 . doi:10.1088/0004-637X/699/2/L97.
- . The Constellations (International Astronomical Union).   [2020-10-20]. （原始内容存档于2020-10-06）.

### 网页
- . The Constellations. International Astronomical Union.   [2020-10-20]. （原始内容存档于2020-08-30）.
- . .   [2012-05-05]. （原始内容存档于2012-05-05）.
- . .   [2012-05-05]. （原始内容存档于2012-05-05）.
- Jopek, T. J. . Meteor Data Center. International Astronomical Union. 2012-03-03  [2020-10-20]. （原始内容存档于2022-01-06）.
- Jopek, T. J. . Meteor Data Center. International Astronomical Union. 2012-03-03  [2020-10-20]. （原始内容存档于2020-07-26）.
- Lunsford, Robert. . American Meteor Society. 2012-01-16  [2020-10-20]. （原始内容存档于2022-01-06）.
- . NASA. 2000-06-06  [2020-10-20]. （原始内容存档于2020-08-17）.
- . SIMBAD. Centre de données astronomiques de Strasbourg.   [2020-10-20]. （原始内容存档于2020-07-26）.
- . SIMBAD. Centre de données astronomiques de Strasbourg.   [2020-10-20]. （原始内容存档于2020-07-26）.
- . Research Consortium on Nearby Stars. 2012-01-01  [2014-08-11]. （原始内容存档于2014-08-11）.
- Ridpath, Ian. .   [2020-10-20]. （原始内容存档于2020-10-11）.
- Ridpath, Ian. . Star Tales. 1988  [2020-10-20]. （原始内容存档于2020-07-26）.
- Ridpath, Ian. . Star Tales. 1988  [2020-10-20]. （原始内容存档于2020-07-26）.
- . SIMBAD. Centre de données astronomiques de Strasbourg.   [2020-10-20]. （原始内容存档于2020-07-26）.
- . SIMBAD. Centre de données astronomiques de Strasbourg.   [2020-10-20]. （原始内容存档于2020-07-26）.
- . SIMBAD. Centre de données astronomiques de Strasbourg.   [2020-10-20]. （原始内容存档于2020-07-26）.
- . SIMBAD. Centre de données astronomiques de Strasbourg.   [2020-10-20]. （原始内容存档于2020-07-26）.
- . SIMBAD. Centre de données astronomiques de Strasbourg.   [2020-10-20]. （原始内容存档于2020-07-26）.
- . SIMBAD. Centre de données astronomiques de Strasbourg.   [2020-10-20]. （原始内容存档于2020-07-26）.
- . SIMBAD. Centre de données astronomiques de Strasbourg.   [2020-10-20]. （原始内容存档于2020-07-26）.
- . SIMBAD. Centre de données astronomiques de Strasbourg.   [2020-10-20]. （原始内容存档于2020-07-26）.
- . SIMBAD. Centre de données astronomiques de Strasbourg.   [2020-10-20]. （原始内容存档于2020-07-26）.
- . SIMBAD. Centre de données astronomiques de Strasbourg.   [2020-10-20]. （原始内容存档于2020-07-26）.
- . SIMBAD. Centre de données astronomiques de Strasbourg.   [2020-10-20]. （原始内容存档于2022-01-06）.
- . SIMBAD. Centre de données astronomiques de Strasbourg.   [2020-10-20]. （原始内容存档于2020-07-26）.
- . SIMBAD. Centre de données astronomiques de Strasbourg.   [2020-10-20]. （原始内容存档于2020-07-26）.

## 扩展阅读
- Rey, H. A. . Houghton Mifflin. 1997. ISBN 978-0-395-24830-0.